# Вальє-де-Сантібаньєс
Вальє-де-Сантібаньєс (ісп. Valle de Santibáñez) — муніципалітет в Іспанії, у складі автономної спільноти Кастилія-і-Леон, у провінції Бургос. Населення — 555 осіб (2010).
Муніципалітет розташований на відстані близько 230 км на північ від Мадрида, 16 км на північний захід від Бургоса.
На території муніципалітету розташовані такі населені пункти: (дані про населення за 2010 рік)
- Авельяноса-дель-Парамо: 61 особа
- Лас-Селадас: 33 особи
- Мансілья-де-Бургос: 48 осіб
- Міньйон-де-Сантібаньєс: 12 осіб
- Ла-Нуес-де-Абахо: 35 осіб
- Лас-Ребольєдас: 21 особа
- Рос: 41 особа
- Сантібаньєс-Сарсагуда: 214 осіб
- Лос-Тремельйос: 37 осіб
- Сумель: 53 особи

## Демографія
Динаміка населення (INE ):